# Autographa chrysomelas
Autographa chrysomelas är en fjärilsart som beskrevs av Moritz Balthasar Borkhausen 1792. Autographa chrysomelas ingår i släktet Autographa och familjen nattflyn. Inga underarter finns listade i Catalogue of Life.